# 청자 인물형 주전자
청자 인물형 주전자(靑磁 人物形 注子)는 고려시대에 만들어진 상형청자로 높이 28.0cm, 밑지름 11.6cm의 주전자이다. 1974년 7월 9일 대한민국의 국보 제167호로 지정되었다.

## 개요
고려시대의 만들어진 상형청자로 높이 28.0㎝, 밑지름 11.6㎝의 주전자이다.
상형청자는 사물의 모습을 그대로 본떠 만든 것으로 이 주전자는 머리에 모자(관)를 쓰고 도포를 입은 사람이 복숭아를 얹은 그릇을 들고 있는 모습이다.
모자 앞 부분에 구멍을 뚫어 물을 넣을 수 있게 하였고, 받쳐든 복숭아 앞 부분에 또다른 구멍을 내어 물을 따를 수 있도록 만들었다. 사람의 등 뒤에 손잡이를 붙였으며, 그 꼭대기에 작은 고리를 만들어 붙였다. 모자에 새 모양을 만들어 장식했고 모자, 옷깃, 옷고름, 복숭아에 흰색 점을 찍어 장식효과를 냈다. 맑고 광택이 나는 담록의 청자 유약을 전면에 두껍게 발랐다.
이 주전자는 1971년 대구시 교외의 한 과수원에서 발견되어 문화재로 지정되었으며, 출토지가 분명한 13세기 전반의 상형청자 가운데 하나이다.

## 같이 보기
- 고려청자

## 참고 자료
- 청자 인물형 주전자 - 국가유산청 국가유산포털
- 본 문서에는 서울특별시에서 지식공유 프로젝트를 통해 퍼블릭 도메인으로 공개한 저작물을 기초로 작성된 내용이 포함되어 있습니다.